# Parcul Național Babiogórski
Parcul Național Babiogórski (în poloneză: Babiogórski Park Narodowy) este o arie protejată ce corespunde categoriei a II-a IUCN (parc național) situat în Polonia, în voievodatului Polonia Mică, pe teritoriul administrativ al powiatului Sucha.

## Localizare
Parcul național se află în partea sudică a Poloniei și cea sud-vestică a voievodatului Polonia Mică, în sudul satului Zawoja, în extremitatea estică a zonei protejate Horná Orava (Chránená krajinná oblasť Horná Orava), aproape de granița cu Slovacia.

## Descriere
Parcul național înființat în anul 1954 se întinde pe o suprafață de 33,92 km2 (ocupând și partea sudică a masivului Babia Góra) și reprezintă o zonă montană acoperită în cea mai mare parte de păduri. 
În anul 1976 masivul Babia Góra (incluzând și partea nordică a parcului) a fost inclus în programul mondial al UNESCO „Omul și Biosfera”.

## Biodiversitate
Parcul național dispune de mai multe tipuri de habitate, astfel: păduri de fag, păduri de brad, păduri de brad și molid, tufărișuri alpine cu arbuști, pășuni alpine sau pajiști mezofile, cu o mare varietate de floră și faună specifică Munților Carpați.

### Floră și faună
Flora este constituită din:

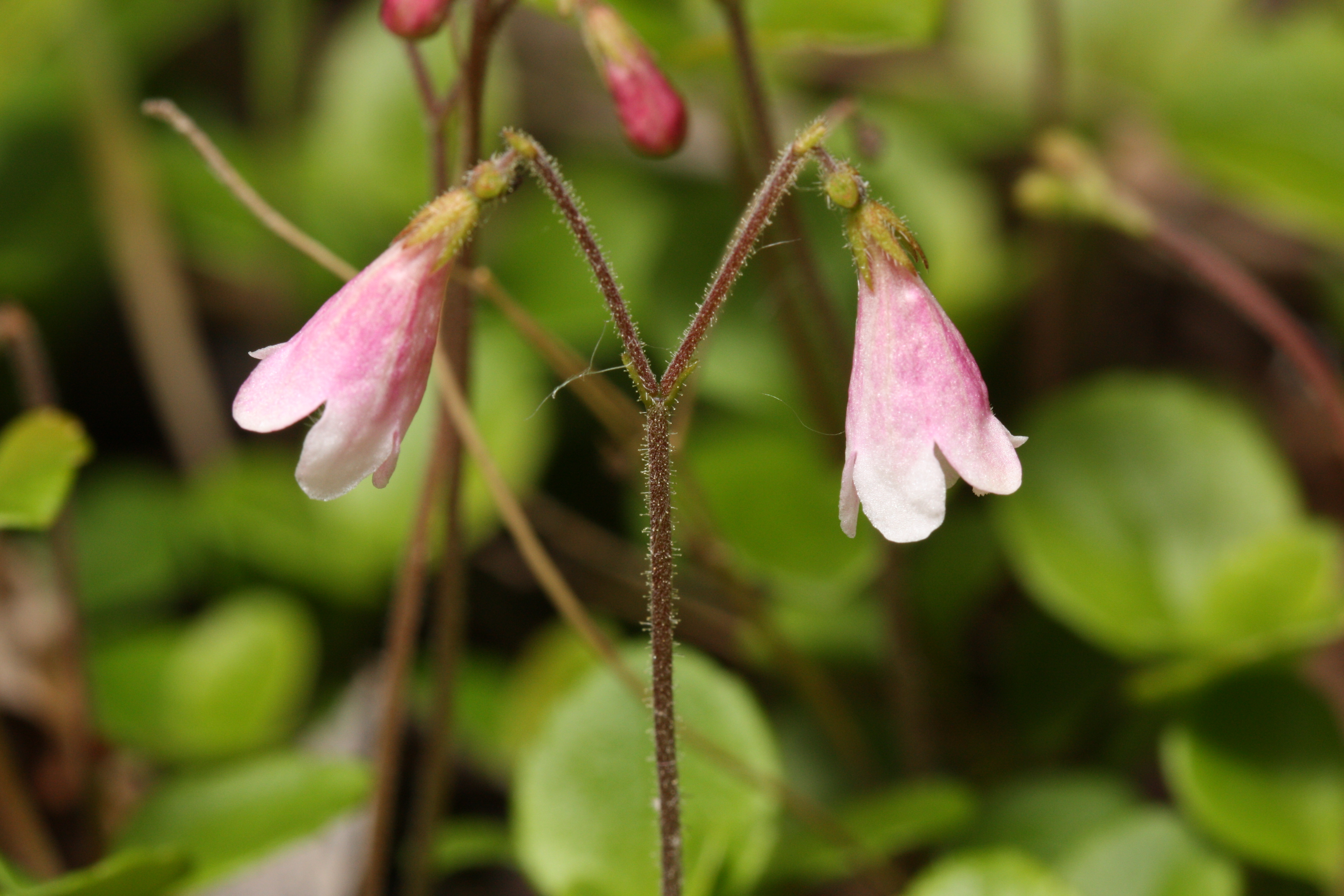
Cupa-vacii (Linnaea borealis)

• specii arboricole (păduri de conifere, păduri de foioase și arbuști cu jneapăn sau scoruș de munte);
• ierboase (peste 200 de specii de plante vasculare dintre care unele foarte rare și ocrotite prin lege și aproape 200 de specii de mușchi și licheni) cu exemplare de rogoz (Carex pulicaris), Laserpitium archagelica, iarba gâtului (Tozzia alpina), struna cocoșului, o specie rară de orhidee Malaxis monophyllos, cupa-vacii (Linnaea borealis), părul porcului (Juncus trifidus), horști (Luzula alpinopilosa), păiuș (Festuca versicolor) sau crin de pădure (Lilium martagon).

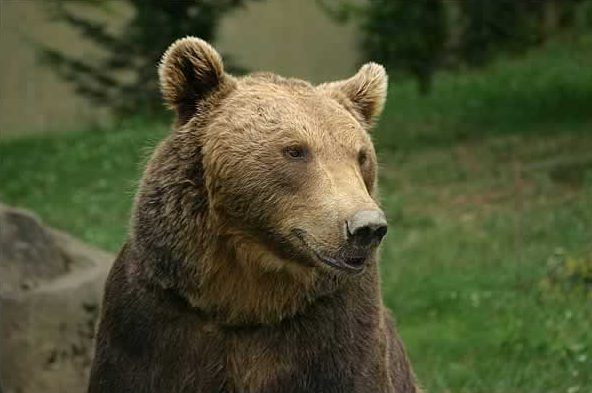
Urs brun (Ursus arctos)

Fauna este reprezentată de mai multe specii de:
• mamifere printre care: urs brun (Urs arctos), lup cenușiu (Canis lupus), cerb (Servus elaphus), căprioară (Capreolus capreolus), râs eurasiatic (Lynx lynx), nevăstuică (Mustela frenata), viezure (Meles meles), vulpe (Vulpes vulpes crucigera), pisică sălbatică (Felis silvestris); 
• păsări cu specii de: șorecar comun (Buteo buteo), Cocoș de munte (Tetrao urogallus), cocoș de mesteacăn (Tetrao tetrix), vulturi sau bufnițe;
• reptile, amfibieni și insecte (coleoptere: gândaci, cărăbuși, gărgărițe).